# Tozoztontli

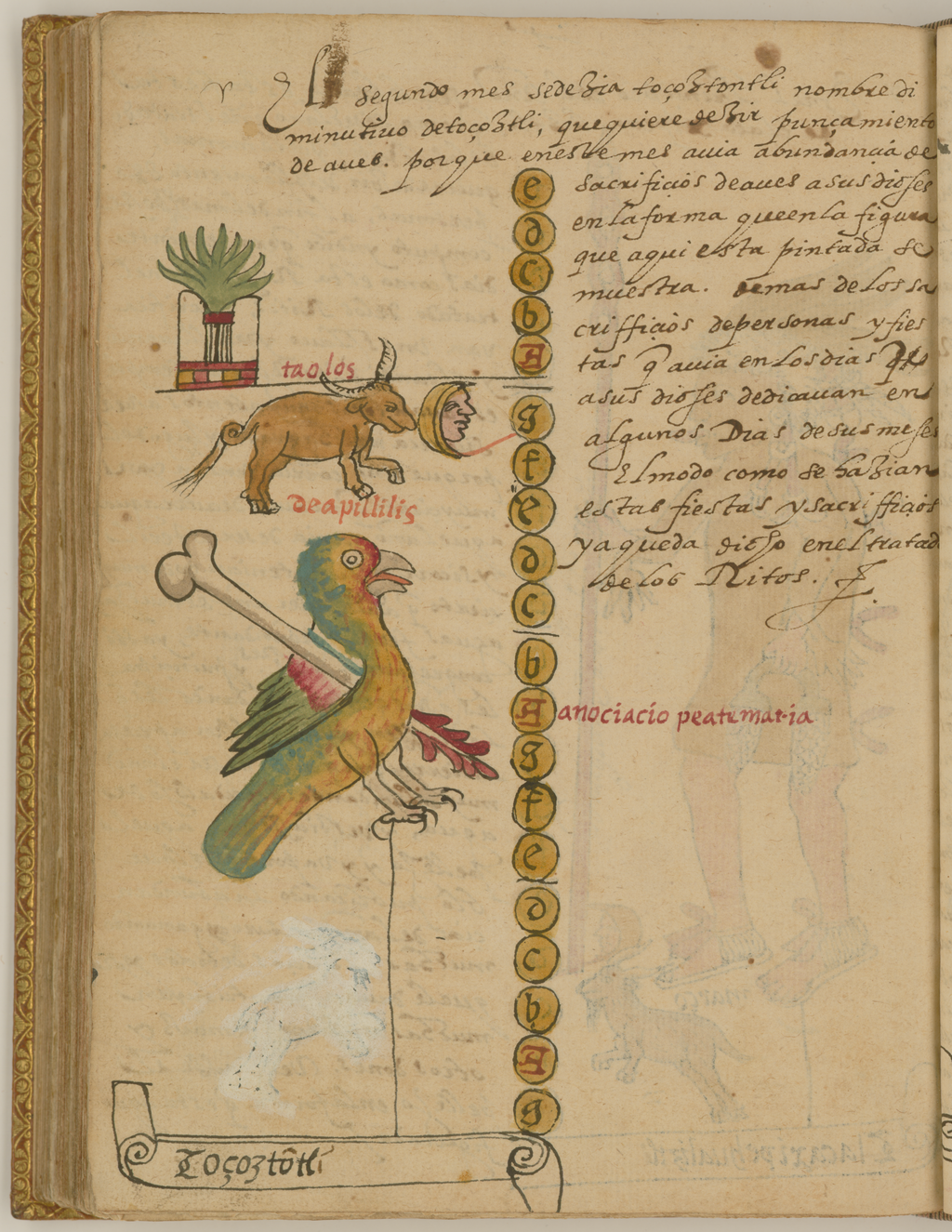
Tozoztontli, Festival del Sacrificio de Aves, el Tercer Mes del Calendario Solar Azteca

Tozoztontli es el tercer mes del calendario mexica, tiene inicio el día 21 de abril y finaliza el 10 de mayo.

## Festividades
Está veintena está dedicada a Tláloc, Tlalli= tierra, octli= licor, "licor de la tierra" lluvia. Se hacen ofrendas de flores y fiestas a la diosa Coatlicue. durante este periodo se iniciaba a los niños de 1 a 13 años en los procesos de aprendizaje, observar la naturaleza, meditación y autosacrificio, el cual consistía en perforare el lóbulo de las orejas en los que se colocaban hilos a manera de aretes, esto se premiaba con pulseras en las niñas y collares en los niños, se le asignaba pequeñas tareas acordes a su edad.  Se cuidaba de los campos recién sembrados, se realizaban vigilias desde la puesta del sol y hasta la media noche, de ahí su nombre de "Pequeña Vigilia" o "Pequeña Punzadura", Para finalizar las festividades se realizaban cantos y bailes comunitarios con atuendos realizados con elementos naturales, coronas y arcos de flores que eran colocados en los altares, algunos actividades se realizaba en los campos donde se colocaban cordones de colores en los árboles, también se ofrendaba humo de copal  en los campos de cultivo y se dejaban ofrendas a la tierra para pedir una buena cosecha.
- Datos: Q6151324